# Chwostek
Chwostek (niem. Chwostek) – wieś w Polsce położona w województwie śląskim, w powiecie lublinieckim, w gminie Herby. Ma charakter ulicówki.
W latach 1975–1998 miejscowość administracyjnie należała do województwa częstochowskiego.
Chwostek bezpośrednio graniczy z miejscowością Lisów, leży nad Liswartą. Do sołectwa Chwostek należy też: Piłka oraz Drapacz, Oleksiki, Otrzęsie.
Co roku w dniu 26 czerwca odbywa się święto sołectwa w dzień Św. Jana i Pawła.

## Części wsi
| SIMC    | Nazwa    | Rodzaj     |
| ------- | -------- | ---------- |
| 0132291 | Drapacz  | przysiółek |
| 0132300 | Oleksiki | przysiółek |
| 0132316 | Otrzęsie | przysiółek |

## Historia miejscowości
Osadnictwo na tym terenie istniało już w okresie kultury Łużyckiej.
W roku 1551 zbudowana została przez Stanisława Grodzickiego kuźnica Chwostek, do której w roku 1753 dobudowany został wielki piec, a następnie cajniarka. Obecnie jedna z dzielnic Chwostka, gdzie dawniej wytapiano żelazo, nosi nazwę Kuźnica.
Od końca XVIII w. wieś posiadała własną pieczęć gminną, na której wizerunku przedstawiono trzy skrzyżowane gwożdzie w gwiazdę. Po 1922 roku wprowadzono pieczęć napisową z napisem  Gmina – CHWOSTEK – {ornament} – Powiat Lubliniecki.
Urodził się tu Paweł Cierpioł.